# Seri (Messico)

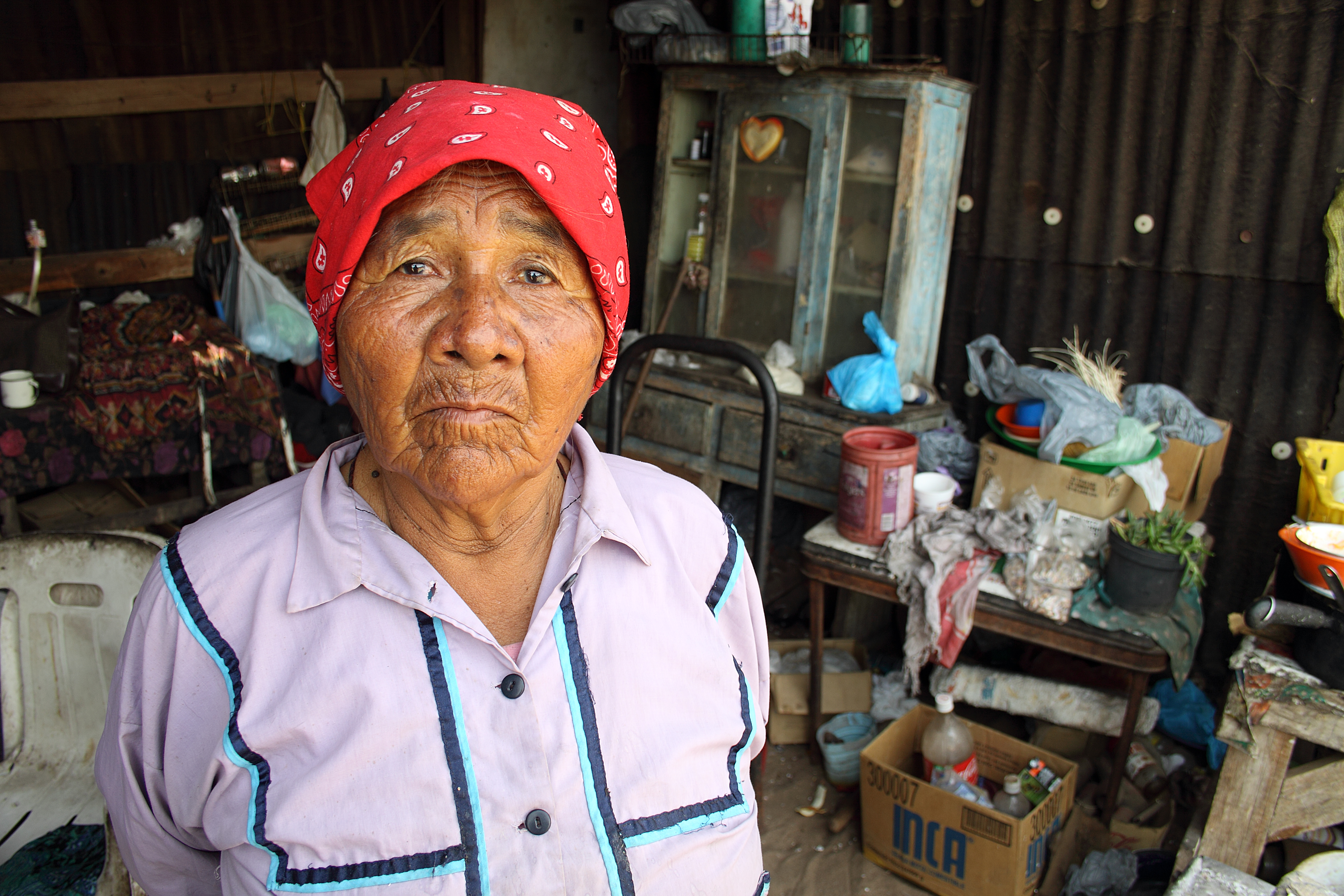
Donna seri

I Seri (in lingua seri comcaac [koŋˈkɑːk], al singolare cmiique [ˈkw̃ĩːkːɛ]) sono un popolo indigeno centroamericano diffuso nel Messico nello stato di Sonora.
I seri sono un piccolo popolo minacciato dall'estinzione sebbene negli ultimi anni si sia registrato un deciso incremento demografico che ha permesso il passaggio della comunità da 215 persone censite nel 1952 a circa 900 nel 2006.
La maggior parte del popolo seri vive a Punta Chueca (in lingua seri Socaaix) e ad El Desemboque (in lingua seri Haxöl Iihom), piccoli centri abitati che si affacciano sul Golfo di California.
Il popolo seri non è culturalmente né linguisticamente correlato con altre popolazioni che vivono nella stessa regione e nelle aree circostanti come Opata, Yaqui o O'odham. La stessa lingua seri infatti non presenta legami con altri idiomi è può perciò essere considerata Lingua isolata.
La popolazione vive principalmente di artigianato e anche della coltura del mesquite (per suo legno e suoi baccelli).